# La flaqueza del bolchevique (novel·la)
|  | Aquest article tracta sobre el llibre. Vegeu-ne altres significats a «La flaqueza del bolchevique». |

La flaqueza del bolchevique és la tercera novel·la de l'escriptor Lorenzo Silva publicada l'any 1997, finalista del Premi Nadal aquell mateix any. L'any 2003 va ser portada al cinema, amb el títol homònim, per Manuel Martín Cuenca i protagonitzada per Luis Tosar i María Valverde. Més tard, l'any 2015, es portà, també amb el mateix títol, al teatre.

## Argument
El protagonista i narrador de la història s'estimba contra el descapotable d'una irritant executiva, la qual comença a insultar-lo i tractar-lo amb rancor. A causa d'aquell fet decideix dedicar-se a l'«aniquilació moral de Sonsoles», que gràcies al part de l'assegurança obté el seu telèfon que li permet realitzar diverses trucades. Fets que el portaran finalment a topar amb la germana petita de Sonsoles, de 15 anys.
Tot i que el protagonista no té cap obsessió amb les noies joves, conserva un retrat de les filles del tsar Nicolau II. Li atrau especialment la duquessa Olga i sovint es pregunta que deuria sentir el bolxevic encarregat de matar-la. Experimenta una forta atracció i debilitat davant el saber de Rosana, la jove de 15 anys.